# America's Next Top Model (nona edizione)
La nona edizione di America's Next Top Model è andata in onda sul canale The CW dal 19 settembre al 12 dicembre 2007, con lo slogan The Future has Arrived (Il futuro è arrivato) e come colonna sonora Shut Up and Drive di Rihanna.

Destinazioni internazionali sono state Shanghai e Pechino, Cina, mentre il premio per la vincitrice, la ventunenne Saleisha Stowers da Los Angeles, California, sono stati la rappresentanza da parte della Elite Model Management, un contratto da 100.000$ con la casa di cosmetici CoverGirl e una copertina e un servizio di sei pagine su Seventeen.

Questa edizione è stata l'ultima a vedere la ex modella Twiggy tra i giudici.

## Concorrenti
| Concorrente               | Età1 | Altezza | Città di provenienza    | Posizione                  |
| ------------------------- | ---- | ------- | ----------------------- | -------------------------- |
| Lyudmila "Mila" Bouzinova | 20   | 175 cm  | Boston, Massachusetts   | Eliminata nell'episodio 2  |
| Kimberly Leemans          | 20   | 177 cm  | Ocala, Florida          | Eliminata nell'episodio 3  |
| Victoria Marshman         | 20   | 178 cm  | New Haven, Connecticut  | Eliminata nell'episodio 4  |
| Janet Mills               | 22   | 173 cm  | Bainbridge, Georgia     | Eliminata nell'episodio 5  |
| Ebony Morgan              | 20   | 180 cm  | Chicago, Illinois       | Ritirata nell'episodio 6   |
| Sarah Hartshorne          | 20   | 178 cm  | Heath, Massachusetts    | Eliminata nell'episodio 8  |
| Ambreal Williams          | 19   | 175 cm  | Dallas, Texas           | Eliminata nell'episodio 9  |
| Lisa Jackson              | 20   | 183 cm  | Jersey City, New Jersey | Eliminata nell'episodio 10 |
| Heather Kuzmich           | 21   | 180 cm  | Valparaiso, Indiana     | Eliminata nell'episodio 11 |
| Bianca Golden             | 18   | 180 cm  | Queens, New York        | Eliminata nell'episodio 12 |
| Jenah Doucette            | 18   | 177 cm  | Farmington, Connecticut | Eliminata nell'episodio 13 |
| Heather "Chantal" Jones   | 19   | 180 cm  | Austin, Texas           | Seconda classificata       |
| Saleisha Stowers          | 20   | 178 cm  | Los Angeles, California | Vincitrice                 |

 1 L'età delle concorrenti si riferisce all'anno della messa in onda del programma

## Makeover
- Ambreal: Taglio molto corto
- Bianca: Extension (tolte e sostituite con un taglio cortissimo, quasi a zero)
- Chantal: Capelli schiariti e frangia aggiunta
- Eboni: Extension in stile Naomi Campbell
- Heather: Capelli più scuri
- Janet: Capelli più corti e più scuri
- Jenah: Extension e tintura biondo platino
- Lisa: Capelli cortissimi
- Saleisha: Caschetto in stile rétro anni Settanta
- Sarah: Capelli molto corti e colpi di sole
- Victoria: Capelli accorciati e schiariti

## Ordine di eliminazione
| Order | Episodi  | Episodi  | Episodi  | Episodi  | Episodi  | Episodi  | Episodi  | Episodi  | Episodi  | Episodi  | Episodi  | Episodi  | Episodi  |  |
| Order | 1        | 2        | 3        | 4        | 5        | 6        | 8        | 9        | 10       | 11       | 12       | 13       | 13       |  |
| ----- | -------- | -------- | -------- | -------- | -------- | -------- | -------- | -------- | -------- | -------- | -------- | -------- | -------- |  |
| 1     | Mila     | Heather  | Jenah    | Jenah    | Lisa     | Saleisha | Lisa     | Bianca   | Chantal  | Saleisha | Chantal  | Chantal  | Saleisha |  |
| 2     | Bianca   | Lisa     | Heather  | Sarah    | Bianca   | Jenah    | Heather  | Jenah    | Saleisha | Bianca   | Saleisha | Saleisha | Chantal  |  |
| 3     | Jenah    | Chantal  | Lisa     | Heather  | Ebony    | Heather  | Saleisha | Saleisha | Bianca   | Chantal  | Jenah    | Jenah    |          |  |
| 4     | Chantal  | Sarah    | Chantal  | Lisa     | Chantal  | Bianca   | Bianca   | Chantal  | Jenah    | Jenah    | Bianca   |          |          |  |
| 5     | Ambreal  | Jenah    | Sarah    | Janet    | Jenah    | Sarah    | Ambreal  | Heather  | Heather  | Heather  |          |          |          |  |
| 6     | Victoria | Saleisha | Ambreal  | Ambreal  | Saleisha | Chantal  | Jenah    | Lisa     | Lisa     |          |          |          |          |  |
| 7     | Sarah    | Ambreal  | Victoria | Ebony    | Heather  | Lisa     | Chantal  | Ambreal  |          |          |          |          |          |  |
| 8     | Saleisha | Victoria | Saleisha | Bianca   | Sarah    | Ebony    | Sarah    |          |          |          |          |          |          |  |
| 9     | Kimberly | Janet    | Janet    | Chantal  | Ambreal  | Ambreal  |          |          |          |          |          |          |          |  |
| 10    | Ebony    | Kimberly | Ebony    | Saleisha | Janet    |          |          |          |          |          |          |          |          |  |
| 11    | Janet    | Bianca   | Bianca   | Victoria |          |          |          |          |          |          |          |          |          |  |
| 12    | Heather  | Ebony    | Kimberly |          |          |          |          |          |          |          |          |          |          |  |
| 13    | Lisa     | Mila     |          |          |          |          |          |          |          |          |          |          |          |  |

- L'ordine di chiamata dell'episodio 1 è casuale.
- Nell'episodio 6, Ambreal era la ragazza che i giudici volevano eliminare, ma a causa dell'abbandono volontario da parte di Ebony, la ragazza resta in gara.
- L'episodio 7 è un episodio riassuntivo.

     La concorrente è stata eliminata
     La concorrente ha lasciato la gara volontariamente
     La concorrente era l'eliminata della puntata, ma è stata salvata
     La concorrente ha vinto la competizione

## Servizi fotografici
- Episodio 1: In riva al mare.
- Episodio 2: Gli effetti negativi del fumo.
- Episodio 3: Alta moda scalando una parete rocciosa.
- Episodio 4: In simbiosi con la natura.
- Episodio 5: Gargoyle.
- Episodio 6: Materiali riciclabili.
- Episodio 8: Video musicale Tired of Being Sorry di Enrique Iglesias.
- Episodio 9: Con l'auto nel deserto.
- Episodio 10: Pubblicità per CoverGirl.
- Episodio 11: Principesse cinesi con danza del leone e dragone.
- Episodio 12: Foto di gruppo come guerrieri della Grande Muraglia Cinese.
- Episodio 13: Pubblicità per CoverGirl Wetslicks Fruit Spritzers e copertina per Seventeen